# ریکاردو رودریگز (راننده مسابقه)
ریکاردو والنتین رودریگز دِلا وِگا (اسپانیایی: Ricardo Valentín Rodríguez de la Vega‎؛ زادهٔ ۱۴ فوریهٔ ۱۹۴۲ در مکزیکو سیتی، درگذشتهٔ ۱ نوامبر ۱۹۶۲ در مکزیکو سیتی) رانندهٔ مسابقات اتومبیل‌رانی اهل مکزیک بود که از فصل ۱۹۶۱ تا ۱۹۶۲ در مجموع در شش گراند پری از مسابقات جهانی فرمول یک شرکت کرد.
او در طول دوران فعالیت خود در فرمول یک، ۴ امتیاز را به نام خود به‌ثبت رساند.
رودریگز در ۱ نوامبر ۱۹۶۲ بر اثر تصادف رانندگی در نخستین روز تمرین غیررسمی در مکزیکو سیتی درگذشت.